# Hans Werner Schmöle
Hans Werner Schmöle (* 2. Januar 1942 in Werdohl; † 29. Oktober 2013 ebenda) war ein deutscher Unternehmer und Politiker (CDU).

## Leben und Beruf
Nach dem Besuch der Realschule absolvierte Schmöle eine Ausbildung in der Verwaltung, trat 1963 in den Verwaltungsdienst der Stadt Lüdenscheid ein und wurde zuletzt zum Oberverwaltungsinspektor befördert. Anschließend wechselte er in die Privatwirtschaft und wurde geschäftsführender Gesellschafter der Sauerländischen Freizeit- und Erholungsanlagen Baugesellschaft. Sein Unternehmen musste in den 1990er Jahren Konkurs anmelden.

## Partei
Schmöle schloss sich 1958 der CDU an und wurde zum stellvertretenden Vorsitzenden des CDU-Kreisverbandes Lüdenscheid gewählt. Zeitweise war er Landesvorsitzender der Jungen Union Westfalen-Lippe.

## Abgeordneter
Schmöle gehörte dem Deutschen Bundestag für drei Wahlperioden von 1972 bis 1983 an. Er war stets über die Landesliste der CDU Nordrhein-Westfalen ins Parlament eingezogen.